# VDSt Straßburg-Hamburg-Rostock
Der VDSt Straßburg-Hamburg-Rostock ist eine dem Verband der Vereine Deutscher Studenten (VVDSt / Kyffhäuserverband) angehörende sowie die erste an der Universität Hamburg zugelassene studentische Korporation.

## Geschichte

Couleurkarte des VDSt Straßburg, um 1900

Der VDSt Hamburg wurde am 3. Mai 1919 noch vor der Eröffnung der Universität Hamburg am 13. Mai 1919  gegründet und als erste studentische Korporation an der Universität zugelassen. Im August wurde die zahlenmäßig bereits sehr starke Verbindung in den Kyffhäuserverband aufgenommen.
Im Mai 1920 wurde der Altherrenbund des VDSt Straßburg angeschlossen, der nach der Schließung der Straßburger Universität und dem Verbot deutscher Korporationen im ehemaligen Elsaß-Lothringen aufgelöst wurde. 1921 trat der VDSt Straßburg-Hamburg dem „Wissenschaftlichen Institut der Elsaß-Lothringer im Reich“ bei. Während der gesamten Dauer seines Bestehens in der Zeit der Weimarer Republik prägten Veranstaltungen mit Bezug zu Straßburg und zu Elsaß-Lothringen das Leben des Hamburger Bundes, der sich beispielsweise im Jahr 1922 an der Feier zur 50-jährigen Wiederkehr der Neugründung der Straßburger Universität beteiligte.
In den frühen Jahren der Weimarer Republik weigerten sich die Korporationen unter einem starken Einfluss des VDSt Straßburg-Hamburg bei der Rektoratsübergabe Ende des Jahres 1921 unter der schwarz-rot-goldenen Fahne zu chargieren.
Inhaltlich beschäftigte sich der VDSt Straßburg-Hamburg in diesen politisch wechselvollen Jahren insbesondere mit Volkstumsfragen und nahm an der „Grenzlandarbeit“ in Nordschleswig aktiv teil. Er beteiligte sich in hervorgehobener Stellung an den Angelegenheiten der Hamburger Studentenschaft. Im Jahr 1930 wurde das Haus „Straßburg“ in der Werderstraße bezogen.
1932 trat der VDSt aus dem „Hochschulring Deutscher Art“ aus und bildete den „Widerstandsblock“, der die Studenten sammeln sollte, welche zwischen den Korporationen und dem starken NS-Studentenbund standen; 1933 übernahm der Hamburger Bund den Vorstand im Kyffhäuserverband.
Vom Herbst 1934 an traten viele VDSter in den Heeresdienst ein, die Mitgliederzahl ging stark zurück; schließlich bildete sich eine Kameradschaft, welche außerhalb des NS-Studentenbundes blieb. Bald darauf musste das Haus verkauft werden, 1938 wurde der VDSt Straßburg-Hamburg unter dem Druck der Nationalsozialisten aufgelöst.
Am 31. Mai 1951 wurde ein aktiver Bund wiedergegründet. Das Programm des gesamten Verbandes führte den VDSt Straßburg-Hamburg zu einer intensiven Beschäftigung mit den Fragen der deutschen Wiedervereinigung, denen auch in den folgenden Jahrzehnten sein besonderes Augenmerk galt.
1956 wurde eine ehemalige Flakbatteriebesatzungsbaracke in der Rothenbaumchaussee als Wohn- und Wirkungsstätte des VDSt Straßburg-Hamburg bezogen. Er entwickelte sich in dieser Zeit sehr lebhaft und zählte teils mehr als 50 Aktive. Mehrfach übernahm der VDSt Straßburg-Hamburg den Vorsitz im Hamburger Korporationsring und Hamburger Konvent, aufgrund der geographischen Lage beschäftigte er sich intensiv mit den aus dem Ost-West-Verhältnis resultierenden politischen Fragen. Seine Mitglieder übernahmen oft führende Rollen im Kyffhäuserverband.
Das gute Verhältnis zum VDSt Rostock führte 1964 zu einer Vereinbarung mit dem Altherrenbund Rostock, wonach der VDSt Straßburg-Hamburg nach dem Mauerbau und Verbot der studentischen Korporationen in der DDR die Pflege der Tradition des VDSt Rostock übernahm. Diese Vereinbarung wurde 1970 durch ein förmliches Abkommen bekräftigt und ergänzt, der VDSt Straßburg-Hamburg-Rostock existierte fortan als einheitlicher Bund mit gemeinschaftlicher Altherrenschaft.
Am 19. November 1989 bezog der VDSt Straßburg-Hamburg-Rostock eine Etage an der Außenalster, die über 21 Jahre existierte. Im Mai 2011 wurde das Gebäude abgerissen. Der VDSt Straßburg-Hamburg-Rostock hatte bereits am 1. April 2011 ein Verbindungshaus einen Straßenzug weiter bezogen.
Der VDSt Straßburg-Hamburg-Rostock setzt sich durch seine gesellschaftliche und politische Arbeit von anderen Korporationen ab und wurde im Jahre 2006 im Rahmen der VDSt-Akademie von der UNESCO mit dem Titel "Offizielles Projekt der UN-Weltdekade 2006/2007 – Bildung für nachhaltige Entwicklung" ausgezeichnet.
Im Oktober 2012 übernahm der VDSt Straßburg-Hamburg-Rostock zum zweiten Mal den einjährigen Vorsitz im Kyffhäuserverband. Dabei wurde die Verbandstagung im Mai 2013 zum ersten Mal in der Geschichte des Verbandes in Hamburg ausgerichtet.

## Politische und gesellschaftliche Aktivität
Der VDSt Straßburg-Hamburg-Rostock ist an der Veranstaltungsreihe VDSt-Akademie seines Dachverbands VVDSt beteiligt, das 2006 und 2008 für jeweils zwei Jahre von der UNESCO als "Dekade-Projekt" ausgewählt wurde. Im Rahmen dieses Projekts veranstaltete der VDSt unter anderem im Sommersemester 2007 eine Vortragsreihe zum Islam, der Kultur islamisch geprägter Länder und der aktuellen Situation im Nahen Osten.
In den Folgejahren wurden als Schwerpunkte vor allem die Thematik "Europa" im Allgemeinen oder aktuelle Problematiken, zum Beispiel die Finanzkrise, gesetzt. Im Sommersemester 2013 lag der Fokus auf der Energiepolitik. Im Zuge dessen referierten sowohl Politiker als auch hochrangige Vertreter von Energiekonzernen auf Veranstaltungen, wie unter anderem der Verbandstagung.

## Prinzipien
Der VDSt Straßburg-Hamburg-Rostock definiert sich heute durch seine Prinzipien des Lebensbundes, der demokratischen Beschlussfindung durch Convente,  der Toleranz sowie durch das Politische, Schwarze und das Verbandsprinzip.
Das Lebensbundprinzip besagt, dass alle Mitglieder in der Regel ihr ganzes Leben lang freundschaftlich verbunden bleiben und ihre Verbindung unterstützen.  Das Toleranzprinzip fordert von den Mitgliedern des VDSt das Einstehen für die freiheitliche demokratische Grundordnung und strebt im Einklang mit dem Politischen Prinzip eine kritische Auseinandersetzung der Mitglieder mit gesellschaftspolitischen Fragen an.
Durch das Verbandsprinzip ist der VDSt Straßburg-Hamburg-Rostock mit den anderen VDSt-Bünden in Deutschland, Österreich und Ungarn sowie befreundeten Verbindungen in Kroatien, Dänemark, Polen und Rumänien verbunden.
Das Schwarze Prinzip besagt, dass der VDSt seine Farben nicht in Band und Mütze, wie bei vielen anderen Korporationen üblich, trägt. Dies steht heute im Selbstverständnis des VDSt, sich nicht von anderen Bürgern unterscheiden oder abheben zu wollen.

## Bekannte Mitglieder
- Niklot Beste (1901–1987), Landesbischof der Evangelisch-lutherischen Landeskirche Mecklenburgs und leitender Bischof der Vereinigten Evangelisch-Lutherischen Kirche Deutschlands in der DDR
- Hans von Helms (1899–1980), NSDAP-Politiker und SA-Führer
- Hugo Wilhelm Knipping (1895–1984), Forscher u. a. im Bereich radioaktiver Medizin, Professor für Innere Medizin
- Hans Leisegang (1890–1951), Philosoph, Physiker und Autor
- Werner Lembcke (1909–1989), Chirurg und Hochschullehrer
- Wilhelm Meisner (1881–1956), Ophthalmologe und Hochschullehrer
- Karl Ernst Osthaus (1874–1921), Kunstmäzen und Kunstsammler
- Johannes Paul (1891–1990), Historiker, Professor für mittlere und neuere Geschichte
- Gustav Adolf Scheel (1907–1979), Reichsstudentenführer, Gauleiter und Reichsstatthalter von Salzburg
- Paul Schröder (1887–1930), Politiker (DVP/DVFP), Gründer des VDSt Rostock
- Hans Witte (1867–1945), Archivar und Historiker